# Валь д’Эброн (станция метро, Барселона)
Валь д’Эброн (кат. Vall d'Hebron) — пересадочная станция Барселонского метрополитена, расположенная на линиях 3 и 5. Открытие станции линии 3 состоялось 6 ноября 1985 года в составе участка «Лессепс» — «Монбау», открытие платформы линии 5 вместе с пересадкой на линию 3 состоялось 30 июля 2010 года в рамках продления линии 5 от станции «Орта». На линии 5 станция является конечной. Станция расположена на границах районов Валь д’Эброн, Монбау, Сан-Женис-дельс-Агудельс и Ла-Тейшунера округа Орта-Гинардо Барселоны.

## Линия 3
Платформа линии 3 находится под проспектом Валь д’Эброн (кат. Passeig de la Vall d’Hebron) и проспектом Ронда-де-Дальт (кат. Ronda de Dalt), между проспектом Жорда (кат. Avinguda del Jordà) и улицей Ками-де-ла-Гранжа (кат. Camí de la Granja). Она имеет два пути и две боковые платформы длиной 95 метров каждая.

## Линия 5

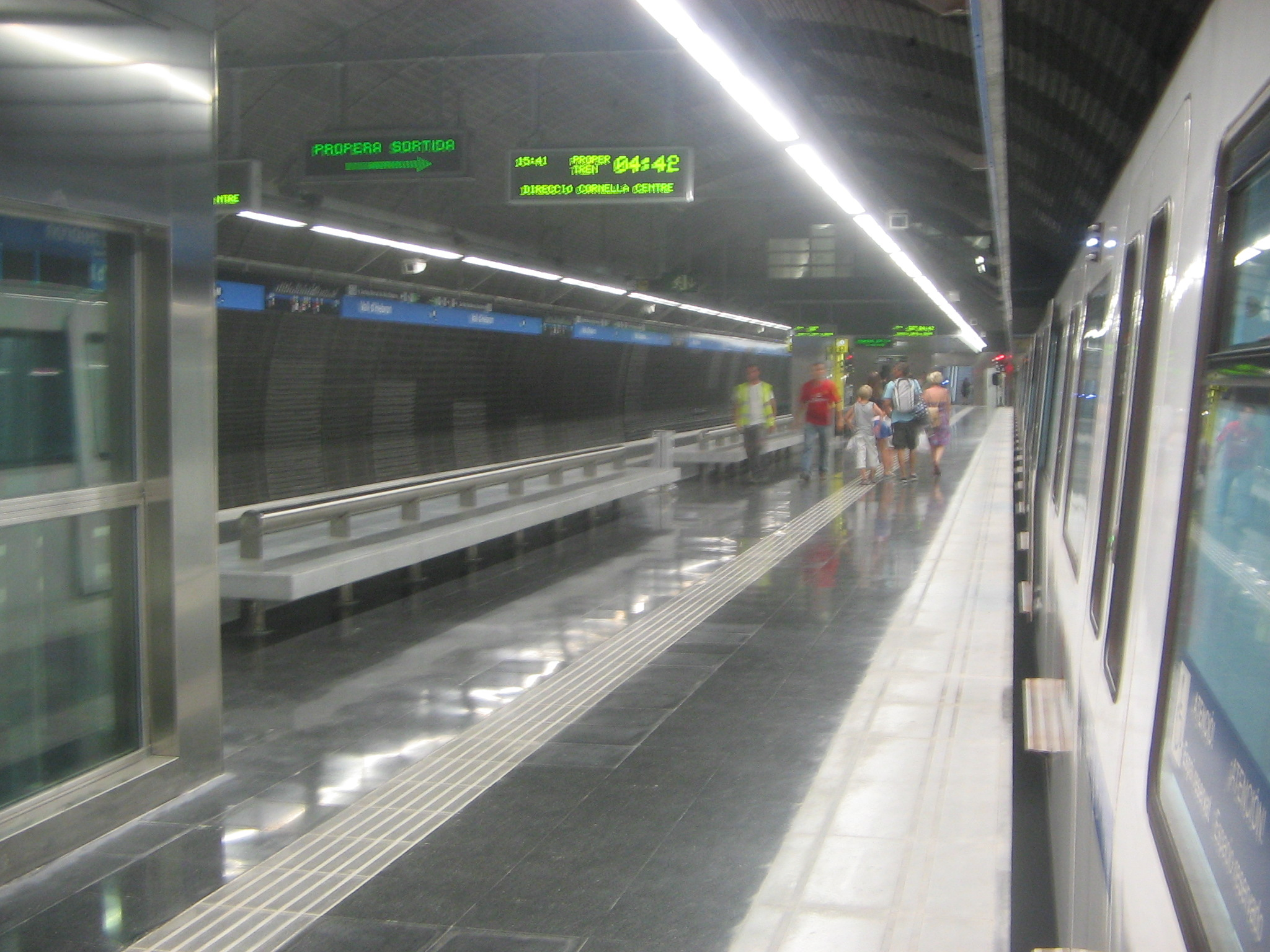
Платформа линии 5

Платформа линии 5 расположена на глубине 41,5 метров между проспектом Жорда и улицей Коль-и-Аленторн (кат. Carrer de Coll i Alentorn). Станция располагает единственной центральный островной платформой, которая обслуживается двумя путями.

### Оформление платформы
За оформление платформы отвечали архитекторы Манель Санчез, до этого оформлявший станцию метро «Вальдаура» линии 3, и Долорс Пиулакс. Также в оформлении станции принял участие художник Антони Абат.

## Факты
Валь д’Эброн является одной из трех пересадочных между линиями 3 и 5 станций, (остальные две «Диагональ» и «Сантс-Эстасьо»). Однако, здесь ССВ между двумя линиями отсутствует.
За станцией расположено одноимённое депо, которое полностью обслуживает линию 3 и наполовину — линию 5 (остальную половину обслуживает депо «Кан-Бушерес», расположенное южнее одноимённой станции).